# Ревуцький Аврам
Авра́м Самі́йлович Реву́цький (Abraham Revusky, 8 лютого 1889, Сміла, Російська імперія – 8 лютого 1946, Йонкерс, США) — єврейський журналіст, діяч сіоністського руху і український політичний діяч періоду Української Народної Республіки.

## Біографія
Народився 8 лютого 1889 року в Смілі, в швидкому часі по народженню його родина переїхала в британську підмандатну Палестину. Навчався в школі у Реховоті, згоді сім'я повернулася в Російську імперію. Вчився в гімназії Аккермана (Білгорода-Дністровського). Студіював у Одесі й Відні, писав єврейською (їдиш) і російською, пізніше англійською мовами. 1916 року закінчив фізико-математичний факультет Новоросійського університету в Одесі. Працював у редакції газети «Одесский Листок», регулярно друкувався у єврейській та російській пресі. Належав до єврейської соціал-демократичної партії лівого напряму Поалей-Ціон.
У 1917-1918 рр. був головою єврейської громади Одеси. 
За Центральної Ради був товаришем міністра єврейських справ — з грудня 1917. У 1918 був представником партії "Поалей-Ціон" у Центральній Раді. Після відставки Лацького з 26 грудня 1918 по 9 квітня 1919 займав посаду міністра з єврейських справ УНР. Залишив свій пост на знак протесту проти переговорів Директорії УНР з державами Антанти.
На Трудовому конгресі 22-28 січня 1919 у Києві від єврейських партій брали участь Мойсей Рафес і Ревуцький. Рафес висловився за радянську владу; Ревуцький зазначив, що обов'язком соціалістичних партій в Україні є стати на шлях історичних завдань пролетаріату, орієнтуючись не на переможця моменту — більшовиків і не на незворотне минуле — єдину Росію Керенського, а на неминуче відродження українського народу.
Після упадку української державности переїхав у 1920 до Палестини. Внаслідок гострої критики британського мандату на цю територію був висланий у 1921 році. Спочатку оселився в Берлині, а 1924 р. переїхав до США, де брав активну участь у сіоністському русі та писав до єврейських часописів.
Автор спогадів «У важкі дні на Вкраїні. Нотатки єврейського міністра»* вийшли друком у 1924 році.
Помер в місті Йонкерс.